# Tatyana Lebedeva
Tatyana Romanovna Lebedeva (em russo:  Татьяна Романовна Лебедева; Sterlitamak, 21 de Julho de 1976) é uma ex-atleta russa especialista no salto em distância e no salto triplo.
Foi campeã mundial e europeia indoor e outdoor. Nos Jogos Olímpicos de Sydney, faturou sua primeira medalha olímpica, a prata no salto triplo. Em Atenas 2004, conquistou novamente a medalha de prata no salto triplo e o ouro no salto em distância. Nos Jogos Olímpicos de Pequim 2008 ficou com a medalha de prata no salto em distância, após perder para a brasileira Maurren Maggi. Seu último salto atingiu a marca de 7,03 metros, apenas um centímetro a menos que a marca de Maggi.
No entanto, seus resultados obtidos em Pequim foram posteriormente anulados em 25 de janeiro de 2017, após a reanálise de seu exame antidoping acusar o uso da substância proibida turinabol.
Com 1,73 m de altura é uma das melhores saltadoras do mundo, tendo como melhor marca pessoal no salto em distância 7,33 m (2004), equivalentes a mais de quatro vezes a sua altura.
Em 2018, Tatyana Lebedeva foi condenada pelo Comité Olímpico Internacional por uso de doping e aceitou a punição, perdendo todos os resultados obtidos entre agosto de 2008 e agosto de 2010.

## Marcas mundiais no salto em distância
| Marca * | Vento** | Atleta               | Nacionalidade     | Local       | Ano  |
| ------- | ------- | -------------------- | ----------------- | ----------- | ---- |
| 7,52    | 1,4     | Galina Chistyakova   | União Soviética   | Leningrado  | 1988 |
| 7,49    | 1,3     | Jackie Joyner-Kersee | Estados Unidos    | Nova Iorque | 1994 |
| 7,48    | 0,4     | Heike Drechsler      | Alemanha Oriental | Lausanne    | 1992 |
| 7,43    | 1,4     | Anişoara Stanciu     | Roménia           | Bucareste   | 1983 |
| 7,42    | 2,0     | Tatyana Kotova       | Rússia            | Annecy      | 2002 |
| 7,39    | 0,5     | Yelena Belevskaya    | União Soviética   | Bryansk     | 1987 |
| 7,37    | N/A     | Inessa Kravets       | União Soviética   | Kiev        | 1988 |
| 7,33    | 0,4     | Tatiana Lebedeva     | Rússia            | Tula        | 2004 |
| 7,31    | 1,5     | Yelena Khlopotnova   | União Soviética   | Almaty      | 1985 |
| 7,31    | -0,1    | Marion Jones         | Estados Unidos    | Zurique     | 1998 |

*(metros), **(metros/segundo)